# Miss Bolivia 2015
Miss Bolivia 2015 fue la 36.ª edición de Miss Bolivia, correspondiente al año 2015. Se llevó a cabo el 25 de julio de 2015 en el Salón Sirionó en la ciudad de Santa Cruz de la Sierra. Concursantes de los nueve departamentos bolivianos y dos representante de los residentes bolivianos en el extranjero compitieron por el título. Al final del evento, Romina Rocamonje, Miss Bolivia 2014, de Beni, coronó Paula Schneider, de Santa Cruz, como su sucesora. Sin embargo, meses después esta fue destituida.

## Resultados
| Posiciones                         | Departamento              | Delegada                               |
| Miss Bolivia Universo (destituida) | - Miss Santa Cruz         | Paula Caroline Schneider Aguilera      |
| Miss Bolivia Internacional         | - Miss Cochabamba         | Alejandra Panozo Muguertegui           |
| Miss Bolivia Tierra (renunció)     | - Miss Residentes Bolivia | Jazmín Duran Valda                     |
| Miss Bolivia Turismo               | - Srta. Litoral           | Joyce Prado Ribera                     |
| Miss Bolivia Continentes Unidos    | - Srta. Beni              | Andrea Ninoska Velasco Mercado         |
| 1.ª finalista                      | - Srta. Santa Cruz        | Claudia Cecilia Camacho Menacho        |
| 2.ª finalista                      | - Miss La Paz             | Giovanna de Jesús Salazar Quintana (Δ) |
| 3.ª finalista                      | - Miss Litoral            | Sharon Valverde Zeballos               |
| 4.ª finalista                      | - Srta. Tarija            | María Bernarda Costas Sainz            |

(Δ) Fue elegida por el voto del público en internet

## Representaciones
| Delegada                           | Concurso Internacional                     | Sede      | Resultado        | Otros Premios                  |
| ---------------------------------- | ------------------------------------------ | --------- | ---------------- | ------------------------------ |
| Paula Caroline Schneider Aguilera  | Reina Hispanoamericana 2015                | Bolivia   | No clasificó     | Chica AmasZonas                |
| Alejandra Panozo Muguertegui       | Miss Internacional 2015                    | Japón     | No clasificó     |                                |
| Sharon Valverde Zeballos           | Miss Supranacional 2015                    | Polonia   | No clasificó     | Mejor Traje Típico (Top 10)    |
| Sharon Valverde Zeballos           | Miss Intercontinental 2015                 | Polonia   | No clasificó     |                                |
| Joyce Prado Ribera                 | Miss Turismo Internacional 2015            | Vietnam   | Top 12           | Mejor Pasarela (Top 5)         |
| Joyce Prado Ribera                 | Miss Model of the World 2015               | China     | No clasificó     |                                |
| Joyce Prado Ribera                 | Miss Universo 2018                         | Tailandia | No clasificó     |                                |
| Ericka Lucero Yaksic Villarroel    | Miss Global Beauty Queen 2015              | Corea     | No clasificó     |                                |
| Andrea Ninoska Velasco Mercado     | Miss Continentes Unidos 2015               | Ecuador   | No clasificó     |                                |
| Andrea Ninoska Velasco Mercado     | Miss Turismo Internacional 2016            | Polonia   | No clasificó     |                                |
| Marines Caballero Rocabado         | Miss Latinoamérica 2015                    | Panamá    | No clasificó     |                                |
| Sharon Tuesta Fajardo              | Reinado Internacional de la Primavera 2015 | Perú      | No hubo ganadora |                                |
| Cecilia Taboada Sánjinez           | Miss Latinoamérica 2016                    | Panamá    | No clasificó     |                                |
| Giovanna de Jesús Salazar Quintana | Miss Latinoamérica 2017                    | Panamá    | No clasificó     | Mejor Traje Típico (2.º lugar) |

## Relevancia histórica
- Miss Santa Cruz gana Miss Bolivia por vigésima tercera ocasión, la última vez fue con Alexia Viruez en 2012.

- Miss Cochabamba gana Miss Bolivia Internacional por segunda vez, la última vez fue con Rosmy Tamara Pol en 1991.

- Miss Residentes Bolivia gana por primera vez el Miss Bolivia Tierra, pero días después renunció a la corona por motivos de salud.

- Srta. Litoral gana el Miss Bolivia Turismo por primera vez.

- Srta. Beni gana el Miss Continentes Unidos por primera vez.

- Miss Santa Cruz, Srta. Santa Cruz, Miss La Paz, Miss Cochabamba y Srta. Litoral repiten clasificación a finalistas.
- Miss Santa Cruz clasifica por decimoprimer año consecutivo.
- Miss Cochabamba, Miss Litoral y Srta. Santa Cruz clasifican por tercer año consecutivo.
- Srta. Litoral y Miss La Paz clasifica por segundo año consecutivo.

- Miss Residentes Bolivia, Miss Litoral y Srta. Tarija clasificaron por última vez en 2013.

- Srta. Beni clasificó por última en 2009.

## Jurado
- Elizabeth O'Connor D’Arlach - Miss Tarija 1986, Miss Bolivia Universo 1986, tercera finalista en Miss Sudamérica 1986, y representó a Bolivia en el Reina Bolivariana 1987 en Mérida, Venezuela donde obtuvo el segundo lugar y fue electa Miss Fotogénica.

- Begoña Iglesias Mendizabal - Licenciada en Comunicación Social y con un máster en Lengua y Literatura Iberoamericana, ha trabajado como editora en el grupo de Santillana y actualmente es la directora editorial de la Revista Vanidades en Bolivia.

- Ximena Vargas Parada - Miss Santa Cruz 2009, Miss Bolivia Internacional 2009, primera finalista del Miss Maja Mundial 2007 en Colombia, electa Miss Elegancia en el Miss Turismo Internacional 2009 en Malasia y ganó el certamen de Reinado Internacional del Café 2012 en Colombia.

- Isabel Bucaram[1]- Directora de Planificación de la Producción VIP, Relaciones Públicas y Mercadeo para CNN en Español. Ha sido responsable de la construcción y ejecución de planes de comunicación para CNN en Español, para posicionar la cadena en el mercado hispano en los Estados Unidos y el resto del mercado global.  Fue nombrada una de las mujeres Latinas más influyentes de Miami, por lo que su perfil fue incluido en el libro 100 Latinos Miami. Tiene el título de Economista y una Maestría en Periodismo Investigativo.
- Paula Peñarrieta Chaga - Srta. Cochabamba 2008 y Miss Bolivia Internacional 2008,  Top 30 en Miss Model Of the World 2009 en China; representó a Bolivia en Miss Continente Americano 2009 en Ecuador.

- Stefanía Fernández - Miss Venezuela 2008 y Miss Universo 2009.
- Jessica Jordan - Miss Latina Mundo 2001, Srta. Beni 2006 y Miss Bolivia Universo 2006, ganó la corona de Reina Internacional del Café 2008 en Manizales Colombia. Fue directora Departamental de Desarrollo de las Macro Regiones y Zonas Fronterizas del Beni  (ADEMAF – Beni); Actualmente se desempeña como Cónsul de Bolivia en Nueva York.

## Títulos previos
| Tìtulos                 | Departamento               | Candidata                         |
| Miss Elegancia Rosamar  | - Miss Residentes Bolivia  | Jazmín Duran Valda                |
| Miss Silueta Paceña     | - Miss Litoral             | Sharon Valverde Zeballos          |
| Miss Deporte Patra      | - Miss Pando               | Sharon Tuesta Fajardo             |
| Miss Amistad y Simpatía | - Srta. Residentes Bolivia | Dayanna Grageda                   |
| Miss Cielo              | - Srta. Tarija             | María Bernarda Costas Sainz       |
| Mejor Cabellera         | - Miss Illimani            | Harriete Jennifer Avaroma Rosic   |
| Mejor Sonrisa Orest     | - Miss Santa Cruz          | Paula Caroline Schneider Aguilera |
| Mejor Traje Típico      | - Miss Chuquisaca          | Morelia Herrera Barja             |
| Chica AmasZonas         | - Srta. Beni               | Andrea Ninoska Velasco Mercado    |

## Candidatas
23 candidatas compitieron por el título.
| Candidata               | Nombre                              | Edad    | Estatura    | Ciudad de Origen | Estudio/Profesion                                 |
| Miss Beni               | Diana Esthepanie Torrez Salas       | 24 años | 1,67 metros | Riberalta        | Es Actriz de Cine y Teatro                        |
| Srta Beni               | Andrea Ninoska Velasco Mercado      | 21 años | 1,70 metros | Trinidad         | Estudia Ingeniería Industrial                     |
| Miss Cochabamba         | Alejandra Panozo Muguertegui        | 22 años | 1,80 metros | Cochabamba       | Estudia Marketing y Publicidad e Ingeniería Civil |
| Srta Cochabamba         | Marines Caballero Recabado          | 24 años | 1,73 metros | Cochabamba       | Egresada de Medicina                              |
| Miss Chuquisaca         | Morelia Herrera Barja               | 19 años | 1,67 metros | Muyupampa        | Es cantante y estudia Marketing y Publicidad      |
| Srta Chuquisaca         | Iris Jhanira Villalba Carredo       | 21 años | 1,65 metros | Monteagudo       | Estudiante de Arquitectura                        |
| Miss Illimani           | Harriete Jennifer Avaroma Rosic     | 22 años | 1,69 metros | La Paz           | Estudia Marketing y Publicidad                    |
| Miss La Paz             | Giovanna de Jesús Salazar Quintana  | 24 años | 1,68 metros | La Paz           | Es modelo y Estudia Derecho                       |
| Srta La Paz             | Daniela Viviana Moscozo Navarro     | 20 años | 1,73 metros | La Paz           | Estudia Comunicación Social                       |
| Miss Litoral            | Sharon Valverde Zeballos            | 21 años | 1,75 metros | Santa Cruz       | Estudia Ingeniería Comercial                      |
| Srta Litoral            | Joyce Prado Ribera                  | 18 años | 1,81 metros | San Javier       | Estudiante de Secundaria                          |
| Miss Oruro              | Ericka Lucero Yakic Villarroel      | 19 años | 1,70 metros | Oruro            | Es Bailarina y Directora de Academia              |
| Srta Oruro              | Cecilia Taboada Sánjinez            | 23 años | 1,72 metros | Oruro            | Estudia Comunicación Social                       |
| Miss Pando              | Sharon Tuesta Fajardo               | 22 años | 1,74 metros | Cobija           | Egresada de Comunicación Social                   |
| Srta Pando              | Amelia Valverde Batte               | 20 años | 1,73 metros | Cobija           | Estudia Ciencias Políticas                        |
| Miss Potosí             | Lisbeth Fabiola Ramos Mogro         | 22 años | 1,73 metros | Tupiza           | Estudia Comunicación                              |
| Srta Potosí             | Melissa Nogales Oropeza             | 21 años | 1,72 metros | Potosí           | Estudia Psicología                                |
| Miss Residentes Bolivia | Jazmín Durán Valda                  | 25 años | 1,78 metros | Dubái España     | Egresada de Administración de Empresas            |
| Srta Residentes Bolivia | Dayanna Grageda                     | 26 años | 1,72 metros | Sídney Australia | Egresada de Veterinaria Biocencia                 |
| Miss Santa Cruz         | 'Paula Caroline Schneider Aguilera' | 21 años | 1,75 metros | Santa Cruz       | Estudia Psicología                                |
| Srta Santa Cruz         | Claudia Cecilia Camacho Menacho     | 24 años | 1,73 metros | Santa Cruz       | Licenciada en Actividad Física                    |
| Miss Tarija             | Dolly Maribel Donaire Aguirre       | 22 años | 1,72 metros | Cercado          | Estudia Administración de Empresas                |
| Srta Tarija             | María Bernarda Costas Sainz         | 20 años | 1,70 metros | Villamontes      | Estudia Ingeniería en Gas y Petróleo              |

NOTAS
- Miss Residentes Bolivia - Jazmin Duran ganó la corona de Miss Bolivia Tierra, tiempo después renunció a la corona y a representar a Bolivia en el Miss Tierra 2015, por motivos familiares y salud, la cual representará Vinka Nemer Virreina del Miss Bolivia Mundo 2015.

- Miss Litoral - Sharon Valverde, fue designada por la agencia Promociones Gloria como Miss Bolivia Supranacional 2015, la cual representará a Bolivia en el Miss Supranacional 2015 en Polonia y Srta Cochabamba - Marines Caballero, a representar a Bolivia en el Miss Latinoamérica 2015 en Panamá

- Srta Residentes Bolivia - Dayanna Grageda, después de concursar en el Miss Bolivia 2015, concurso en el Miss Tierra Australia 2015 la cual ganó la corona máxima, y representará a Australia en el Miss Tierra 2015, la cual será por primera vez que dos (2) Bolivianas participaran en dicho concurso, en la noche final del Miss Tierra 2015 Dayanna resultó Miss Tierra Aire 2015 (Segundo Lugar) siendo la única Boliviana-Australiana en llegar lo más alto posible .

- Miss Oruro - Lucero Yaksic, fue designada por la Gobernación de Oruro de representar a Bolivia en el Miss Global Beauty Queen 2015